# Pulvinaria brevicornis
Pulvinaria brevicornis är en insektsart som beskrevs av Robert Newstead 1920. Pulvinaria brevicornis ingår i släktet Pulvinaria och familjen skålsköldlöss.
Artens utbredningsområde är Guyana. Inga underarter finns listade i Catalogue of Life.